# Boys from County Hell
Boys from County Hell ist eine irisch-englische Horrorkomödie von Chris Baugh, die am 6. August 2021 in die Kinos im Vereinigten Königreich und in Irland kam.

## Handlung
Der Nichtsnutz Eugene Moffat und seine Freunde Claire, William und SP treffen sich regelmäßig in der Kneipe The Stoker in Six Mile Hill, einer Kleinstadt in Irland. Die Kneipe ist nach dem berühmten Horrorautor Bram Stoker benannt. Stoker soll sich bei der Abfassung seines Romans Dracula bei der lokalen Legende um Abhartach bedient haben. Laut Legende soll es sich bei Abhartach um den ersten Vampir der Geschichte gehandelt haben. Kommt man in die Nähe von Abhartach, strömt das Blut aus dem Körper, damit Abhartach es trinken kann. Zu Abhartachs Cairn locken Eugene und William des Öfteren leichtgläubige Touristen, um ihnen dort einen Schrecken einzujagen. Eines Nachts nach einer feuchtfröhlichen Feier im Stoker kommt es zwischen Eugene und William zu einem Streit, der in einer Prügelei in der Nähe von Abhartachs Cairn endet. William wird dabei von einem wildgewordenen Stier aufgespießt und stirbt. Eugene kann gerade noch beobachten, wie das Blut von William von der Erde aufgesogen wird.
Im Zuge von Bauarbeiten für eine Umgehungsstraße, die die Firma von Eugenes Vater Francie durchführt, wird Abhartachs Cairn eingerissen. Am folgenden Morgen ist der Cairn jedoch wieder errichtet, doch vom Nachtwächter Charlie fehlt jede Spur. Dieser taucht erst in der Abenddämmerung wieder auf und ist offensichtlich schwer verletzt. Nach kurzer Zeit greift er Eugene und die anderen Bauarbeiter an und versucht sie zu beißen, einer der Arbeiter stirbt. Claire gelingt es schließlich, Charlie mit einer Stange aufzuspießen. Doch auch hiervon und einem herausgerissenen Herzen lässt sich Charlie nicht beeindrucken. Erst als es der Gruppe um Eugene gelingt, Charlie mit Erde zu begraben und mit Steinen zu beschweren, gibt dieser den Geist auf. Indessen ist das Blut des getöteten Arbeiters zum offenen Grab von Abhartach geströmt und dieser erwacht zum Leben.
Hals über Kopf flieht die Gruppe zum Haus der Eltern von William. Dessen Vater George, der örtliche Bestatter, enthüllt, dass auch William nicht vollständig tot ist, sondern einen unnatürlichen Appetit auf rohes Fleisch und Blut entwickelt hat. Dies geschehe, wenn man von den Steinen über Abhartachs Cairn verwundet werde, nicht durch dessen Biss, wie bei Vampirlegenden üblicherweise kolportiert. Da er es nicht über das Herz gebracht habe, seinen Sohn endgültig zu töten, hat er ihn in die gute Stube gesperrt. Um William endgültig zu erlösen, entwickelt die Gruppe einen Plan, ihn zu köpfen. Der Plan scheitert jedoch und William tötet seine beiden Eltern. Noch dazu wird SP tödlich verwundet. Die Gruppe der Verbliebenen flieht in die Stadt. Dort ist inzwischen Abhartach eingetroffen und infolge seines Auftauchens sind die Bewohner der Stadt blutend bewusstlos zusammengebrochen. Deren Blut strömt zu Abhartach, der sich in Eugenes Haus zurückgezogen hat. Es stellt sich heraus, dass Eugene mütterlicherseits ein Nachfahre des letzten Bezwingers von Abhartach und somit der einzige ist, der ihn auch jetzt wieder bezwingen kann. Während Claire sich um ihre bewusstlose Mutter kümmert und diese aus dem Wirkungsbereich von Abhartach wegschafft, stellen sich Eugene und sein Vater Abhartach. Francie gelingt es, Abhartach zu köpfen und so augenscheinlich zu bezwingen. Doch lässt sich Abhartach durch bloßes Köpfen nicht töten, sein Kopf wächst wieder an und er greift erneut an. Hierbei gelingt es ihm, Francie das Schienbein zu brechen.
Gemeinsam gelingt es Eugene und Francie schließlich, Abhartach mit dem abgetrennten Bein von Francie und dem hervorstehenden abgebrochenen Knochen zu pfählen, in seiner Scheune anschließend mit Erde zu bedecken und schließlich unter Steinen zu begraben. Damit ist Abhartach besiegt. Nach Abhartachs Ende erwachen die Bewohner der Stadt ohne bleibende Schäden wieder.
Der Film endet damit, dass Claire nach Australien einwandert und Eugene mit Hilfe von Francie endlich das von seiner Mutter geerbte Haus in Schuss bringt. Die hierbei übrig bleibenden Steine verwendet er, um den in seiner Scheune über Abhartachs Überresten neu errichteten Cairn noch weiter zu verstärken und ein erneutes Wiedererwachen zu verhindern.

## Produktion

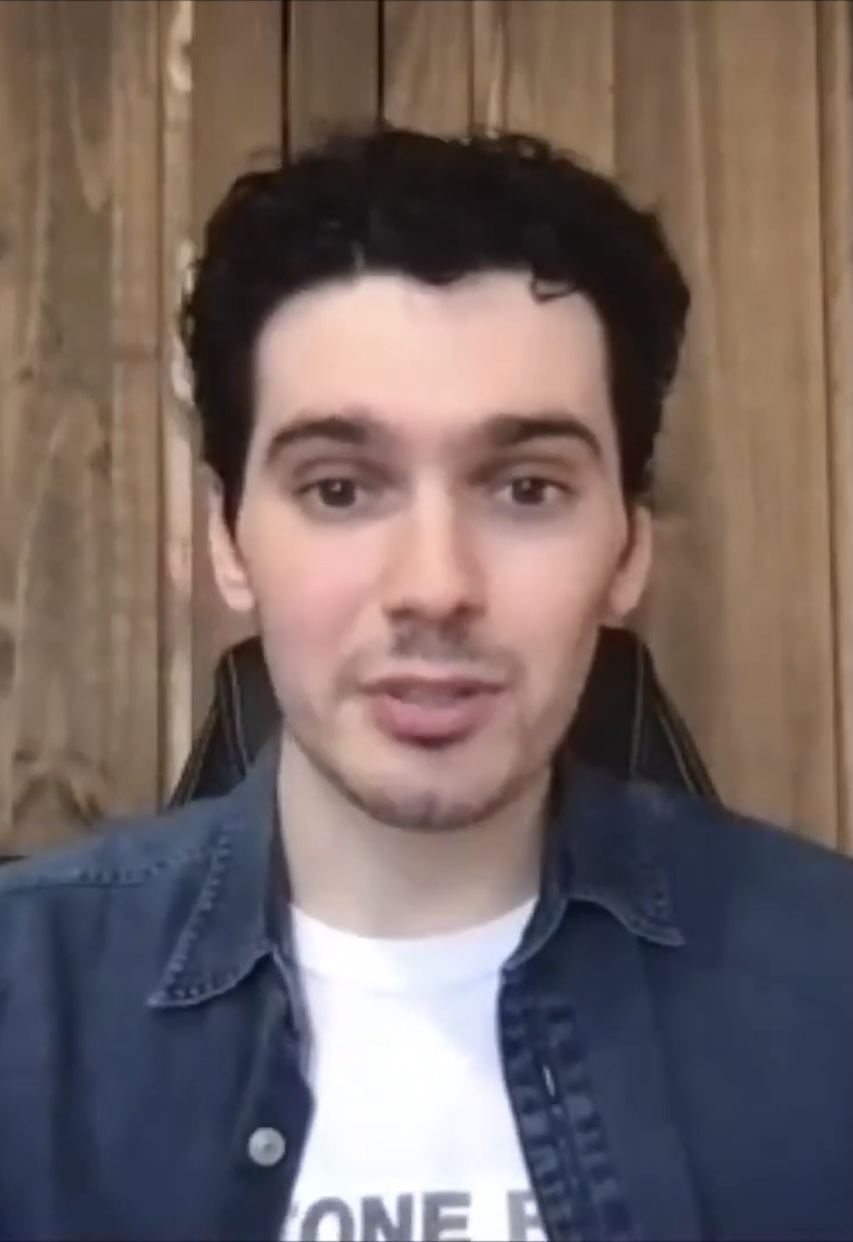
Jack Rowan beim digitalen Panel des Dublin International Film Festivals

Die Filmmusik komponierte Steve Lynch. Das Soundtrack-Album mit insgesamt 20 Musikstücken wurde am 17. Dezember 2021 von MovieScore Media als Download veröffentlicht.
Die Premiere erfolgte im April 2020 beim Tribeca Film Festival. In Deutschland wurde er erstmals ab 19. April 2021 beim Shivers Film Festival gezeigt und ab Anfang Juli 2021 beim Neuchâtel International Fantastic Film Festival erstmals in der Schweiz vorgestellt. Ende Juli 2021 erfolgten Vorstellungen beim Galway Film Fleadh. Der Kinostart im Vereinigten Königreich erfolgte am 6. August 2021. Im Oktober und November 2021 wurde er beim Fantasy Filmfest gezeigt.

## Rezeption

### Kritiken
Bei Rotten Tomatoes sind 83 Prozent der aufgeführten Kritiken positiv.

### Auszeichnung
Irish Film and Television Awards 2022
- Nominierung für den Besten Ton[8]

Neuchâtel International Fantastic Film Festival 2021
- Nominierung im internationalen Wettbewerb
- Auszeichnung mit der Silbernen Méliès als Bester europäischer fantastischer Spielfilm[9][10]

## Synchronisation
Die deutschsprachige Synchronisation entstand durch Splendid Synchron nach einem Dialogbuch von Michael Rüth, der auch die Dialogregie führte.
| Rolle          | Darsteller      | Synchronsprecher         |
| -------------- | --------------- | ------------------------ |
| Eugene Moffat  | Jack Rowan      | Luca Kämmer              |
| Claire McCann  | Louisa Harland  | Mayke Dähn               |
| Cathal         | David Pearse    | Volker Niederfahrenhorst |
| Charlie Harte  | Morgan C. Jones | Daniel Werner            |
| Christian      | Jordan Renzo    | Louis Friedemann Thiele  |
| Francie Moffat | Nigel O’Neill   | Andreas Meese            |
| Gabriel        | Marty Maguire   | Markus Haase             |
| George Bogue   | John Lynch      | Boris Jacoby             |
| Michelle       | Emma Paetz      | Fabienne Hesse           |
| Pauline Bogue  | Andrea Irvine   | Silke Haupt              |
| Pearl          | Stella McCusker | Hildegard Meier          |
| SP McCauley    | Michael Hough   | David Schulze            |
| Thomas         | Conor Grimes    | Stephan Schleberger      |
| William Bogue  | Fra Fee         | Markus J. Bachmann       |